# Качеевка
Качеевка — село в Екатериновском районе Саратовской области России. Входит в состав Сластухинского муниципального образования. Основано в 1860 году.

## География
Село находится в северной части Саратовского Правобережья, в пределах Окско-Донской равнины, в степной зоне, на левом берегу реки Аткары, на расстоянии примерно 22 километров (по прямой) к востоку от посёлка городского типа Екатериновки. Абсолютная высота — 192 метра над уровнем моря.
Климат
Климат характеризуется как континентальный с холодной малоснежной зимой и сухим жарким летом. Среднегодовая температура воздуха — 4,6 °C. Средняя многолетняя температура самого холодного месяца (января) составляет −13 °С (абсолютный минимум — −43 °С), температура самого тёплого (июля) — 20 °С (абсолютный максимум — 40 °С). Средняя продолжительность безморозного периода 140—150 дней. Среднегодовое количество атмосферных осадков — 500 мм, из которых 225—320 мм выпадает в период с апреля по октябрь. Снежный покров держится в среднем 130—140 дней в году.
Часовой пояс
Село Качеевка, как и вся Саратовская область, находится в часовой зоне МСК+1. Смещение применяемого времени относительно UTC составляет +4:00.

## Население
| 2010 |
| ---- |
| 0    |